# Sade Adaulá
Sade Adaulá Abu Maali Xarife (Sa'd al-Dawla Abu 'l-Ma'ali Sharif), mais conhecido por seu lacabe (epíteto honorífico) Sade Adaulá (em árabe: سعد الدولة‎‎), foi o segundo governante hamadânida do Emirado de Alepo, que compreendia a maior parte do norte da Síria. Filho do fundador do emirado, Ceife Adaulá, herdou o trono jovem e em meio a uma grande ofensiva bizantina que dentro de dois anos conquistou as porções ocidentais de seu reino e transformou Alepo num Estado tributário. Enfrentando muitas rebeliões e deserções até 977, Sade foi incapaz inclusive de entrar em sua própria capital, que estava nas mãos do ministro chefe de seu pai, Carcuia. Ao mantar íntimas relações com os buídas, consegui restabelecer sua autoridade em partes da Jazira, mas seu governo foi logo ameaçado pela rebelião de seu governador Baquejur, que foi apoiada pelos fatímidas do Egito. Em contrapartida, Sade começou a depender consideravelmente da assistência bizantina, embora continuou a flutuar sua aliança entre o Império Bizantino, o Reino Buída e o Califado Fatímida.

### Primeiros anos

Árvore genealógica dos hamadânidas

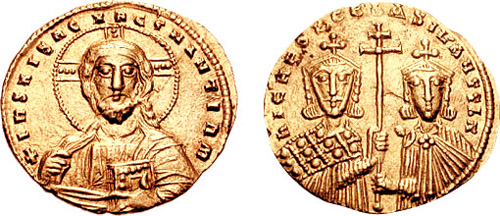
Histameno de r. e r.

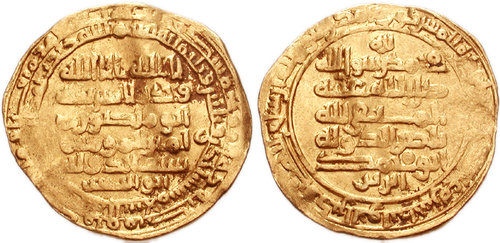
Dinar de Ceife Adaulá r.

Sade era filho de Ceife Adaulá, o primeiro emir de Alepo, e Saquiná, a irmã do primo e poeta cortesão de Ceife Adaulá, Abu Firas. À época da morte de seu pai, em fevereiro de 967, tinha apenas 15 anos, e residia na capital jazirana do emirado, Maiafarquim. Sua sucessão foi impopular, mas o Estado que seu pai legou-o estava desmoronando: o imperador Nicéforo II Focas (r. 963–969) havia conquistado a Cilícia e estava invadindo as províncias ocidentais e setentrionais, enquanto rebeliões de seus tenentes mais próximos atormentaram os últimos anos de Ceife Adaulá.
Sade Adaulá alcançou Alepo, que por anos foi governada pelo ministro chefe e camareiro (hájibe) de Ceife Adaulá, Carcuia, em junho/julho de 967. Quase imediatamente ele foi confrontado por uma rebelião de seu tio, Abu Firas, à época governador de Homs, que durou até a morte do último em batalha em abril de 968. Ao mesmo tempo, Alepo foi ameaçada pelos bizantinos, e Sade Adaulá, sob conselho de Carcuia, deixou a cidade. Os bizantinos não atacaram-a, mas Carcuia e seus apoiantes gulans (escravos militares) aproveitaram o momento para tomar a cidade. Acompanhados por 300 apoiantes fervorosos, Sade Adaulá foi obrigado a vagar de cidade a cidade através dos territórios nominalmente seus, esperando ganhar abrigo: Saruje, Mambije e Harrã recusaram-se a apoiá-lo, enquanto em Maiafarquim sua própria mãe recusou-se a deixá-lo entrar. Finalmente, encontrou refúgio em Homs. No meio tempo, muitos dos antigos apoiantes de seu pai abandonaram-o para se juntar a seu primo Abu Taglibe (r. 967–978), emir de Moçul, que usou a oportunidade para expandir seu próprio domínio. Imediatamente depois da mote de Ceife Adaulá, capturou Raca e por volta de 971 estendeu seu controle sobre as províncias de Diar Baquir e Diar Modar. Sade Adaulá, incapaz de oferecer qualquer resistência, aceitou essas perdas bem como a suserania de seu primo.
o ano de 969, foi crucial na história síria, pois marcou o clímax do avanço bizantino. Em outubro, os generais Miguel Burtzes e Pedro capturaram Antioquia, assegurando o controle sobre o literal norte sírio. Logo depois, os bizantinos marcharam contra Alepo, forçando Carcuia a assinar um tratado (dezembro de 969 ou janeiro de 970) fazendo Alepo um protetorado tributário com Carcuia como emir e seu representante, Baquejur, como seu sucessor designado. Ao mesmo tempo, no Egito, os fatímidas derrotaram os iquíxidas e ganharam controle do país, de onde avançaram ao sul da Síria. A competição entre os dois poderes, bizantinos e fatímidas, moldaria a história da Síria e de Alepo pelos próximos 50 anos.

### Recuperação de Alepo, conflitos com Baquejur, fatímidas e bizantinos

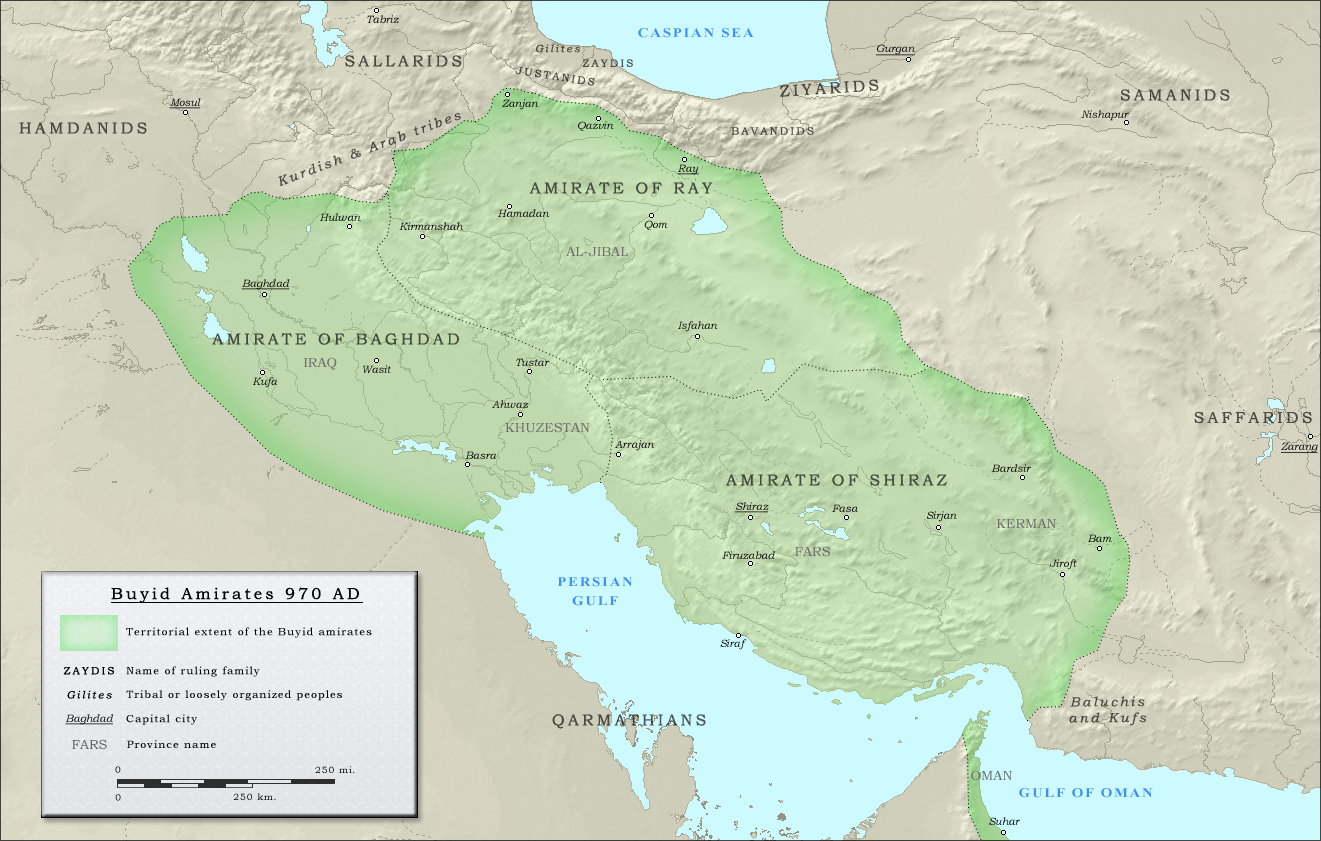
Império Buída em 970

Império Bizantino à morte de r.. Alepo está em amarelo

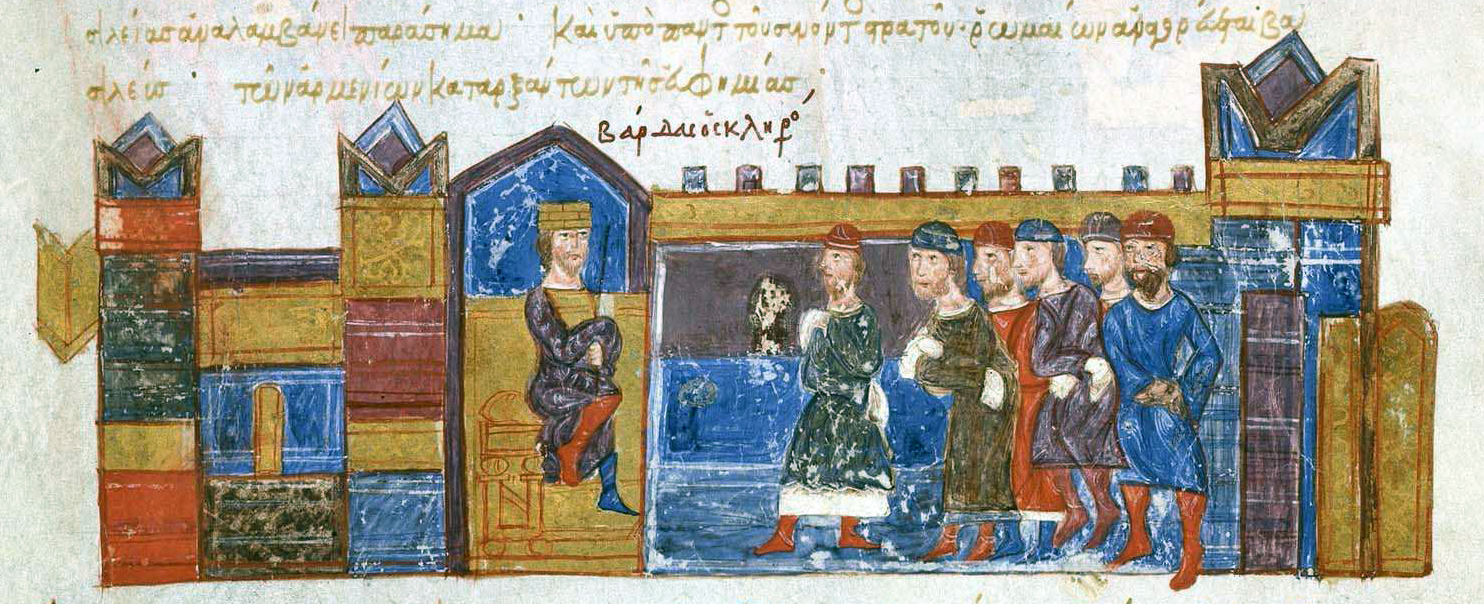
Proclamação de Bardas Esclero como imperador. Iluminura do Escilitzes de Madrid

Não foi até 977 que Sade Adaulá conseguiu readquirir sua capital, que até então estava sob controle de Baquejur, que em 975 depôs e prendeu Carcuia. Auxiliado por alguns dos gulans de seu pai, e, crucialmente, a poderosa tribo dos quilabitas que viviam nas cercanias de Alepo, Sade sitiou a cidade e capturou-a. Carcuia foi libertado e novamente recebeu o encargo dos assuntos do Estado até sua morte alguns anos depois, enquanto Baquejur recebeu o governo de Homs. Pouco depois, foi capaz de capitalizar o conflito de Abu Taglibe com os buídas do Iraque para recuperar alguns dos domínios de seu pai na Jazira: depois de reconhecer a suserania buída, recebeu o governo de Diar Modar, exceto Raca e Arraba. Ao mesmo tempo, também recebeu do califa abássida Altai (r. 974–991) — que era o títere dos buídas — o título honorífico pelo qual ficou conhecido.
Baquejur, no meio tempo, usou seu novo posto em Homs para abrir contatos com os fatímidas, que pretendiam usá-lo como peão para subjugar Alepo e completar a conquista da Síria inteira. Sade Adaulá oscilou entre os fatímidas e o Império Bizantino: por um lado ressentia a suserania bizantina e desejava reconhecer o califa fatímida, mas por outro lado não queria ver seu domínio tornar-se meramente outra província fatímida como o sul da Síria. Sua primeira tentativa para libertar-se do protetorado bizantino, em 981, terminou em fracasso devido a falta de apoio externo, quando o exército bizantino apareceu diante dos muros de Alepo para forçá-lo à submissão. Os fatímidas então induziram Baquejur a agir, e em setembro de 983, o último lançou um ataque contra alepo com o apoio de tropas fatímidas. Sade Adaulá foi forçado a apelar para o imperador Basílio II Bulgaróctono (r. 976–1025) por ajuda, e o cerco foi erguido por um exército imperial sob Bardas Focas, o Jovem. Os bizantinos então avançaram para saquear Homs em outubro. A cidade retornou ao controle hamadânida, enquanto Baquejur fugiu ao território fatímida, onde assumiu o governo de Damasco. Isso é um indício das relações tensas entre Sade Adaulá e seu "salvadores", pois após a fuga de Baquejur, houve conflitos entre as tropas bizantinas e hamadânidas, que só foram resolvidos quando o emir concordou em pagar duas vezes o valor usual de tributo de 20 000 dinares de ouro.
As relações entre os hamadânidas e o Império Bizantino colapsaram completamente em 985–986, depois dos fatímidas tomarem a fortaleza bizantina de Balanias. Sade Adaulá recusou-se a continuar pagando tributo. Como resultado, Bardas Focas invadiu seu território e saqueou Quilis antes de redirecionar sua marcha ao sul, onde conduziu o cerco infrutífero de Apameia. Em retaliação, Sade Adaulá enviou tropas para arrasar a famosa Igreja de São Simeão Estilita. Contudo, logo depois disso, em maio de 986, o prospecto de uma iminente conclusão de uma paz entre o Império Bizantino e o Egito forçou Sade Adaulá a retornar sua antiga aliança, e ele reafirmou seu estatuto tributário sob os mesmos termos de antes. Isso não evitou que Sade Adaulá apoiasse o general Bardas Esclero em sua segunda rebelião contra Basílio, uma vez que foi libertado do cativeiro buída em dezembro de 986, nem de reconhecer a suserania fatímida do mesmo ano, especialmente agora que o império estava em meio a uma guerra civil que durou até 989.

Califado Fatímida em sua maior extensão

A guerra com os fatímidas novamente foi uma ameaça em 991, e novamente deveu-se a Baquejur. Ele foi governador de Damasco até 988, quando foi deposto, e então fugiu para Raca. De lá, embora com pouco apoio fatímida, tentou atacar Alepo. Sade Adaulá, com auxílio bizantino na forma de tropas sob o duque de Antioquia, Miguel Burtzes, foi capaz de derrotar e capturar Baquejur em Naura, a leste de Alepo, em abril de 991, e depois executou-o. No entanto, as relações com os fatímidas azedaram com a prisão dos filhos de Baquejur, e foi apenas com sua morte por hemiparesia em dezembro que ele deixou de atacar os domínios fatímidas. Sade foi sucedido por seu filho, Saíde Abu Alfadail Saíde Adaulá, mas o poder de fato permaneceu nas mãos do antigo camareiro e Sade Adaulá, Lulu. Vários dos gulans hamadânidas, ressentindo a influência de Lulu, desertaram para os fatímidas, que agora lançaram uma grande ofensiva contra Alepo sob o general turco Manjutaquim. Apenas a intervenção pessoal de Basílio em 995 e novamente em 999 salvou o emirado da conquista fatímida. A guerra durou até 1000, quando um tratado de paz foi concluído garantindo a existência de Alepo como Estado-tampão entre os dois poderes. Finalmente, em 1002, Lulu assassinou Saíde Adaulá e assumiu o controle de Alepo em seu nome.